# تودولینا
تودولینا (به لاتین: Tudulinna) یک منطقهٔ مسکونی در استونی است که در دهستان آلوتاگوسه واقع شده‌است. تودولینا ۲۲۰ نفر جمعیت دارد.